# Hospital Armand-Trousseau
L'Hospital Armand-Trousseau és un hospital pertanyent a l'Assistència Pública – Hospitals de París (AP-HP) (en francés: Assistance Publique–Hôpitaux de Paris), el patronat hospitalari universitari que opera a París i els seus voltants. Es troba al número 26 de l'avinguda del Docteur-Arnold-Netter i al carrer Lasson (entrada a la sala d'urgències) al 12è districte de París. És una de les seues del Grup Hospitalari Universitari de la Sorbona. L'hospital està especialitzat en atenció pediàtrica i, des del gener de 2006, en múltiples discapacitats després de la seva fusió amb l'hospital La Roche-Guyon situat a Val-d'Oise.